# Fabian Giefer
Fabian Giefer (Adenau, 17 de maio de 1990) é um futebolista alemão que atua como goleiro. Atualmente, joga pelo Augsburg 1907 emprestado pelo FC Schalke 04.

## Carreira
Fabian Giefer começou sua carreira no Bayer Leverkusen em 2008.